# Hearts Are Trumps
Hearts Are Trumps is een Amerikaanse dramafilm uit 1920 onder regie van Rex Ingram.

## Verhaal
Lord Altcar heeft de hand van zijn bekoorlijke dochter Winifred geschonken aan lord Burford, maar zij trouwt tersluiks met de jachtopziener Michael Wain. Wanneer de vader van Winifred ontdekt hoe de vork in de steel zit, geeft hij zijn vrijpostige jachtopziener terstond een ferme tuchtiging en stuurt hem vervolgens de laan uit. Jaren later is Winifred de eigenaresse van Altcar Manor. Ze heeft haar dochter Dora naar een strenge kostschool in Zwitserland gezonden. Daar is ze gevallen voor de charmes van de Amerikaanse kunstenaar John Gillespie. Michael Wain is inmiddels een vermogend man. Als hij erachter komt dat Winifred tot over haar oren in de schuld zit, maakt hij plannen om haar landgoed op te kopen. Hij leert al spoedig dat Dora zijn dochter is en dat ook zij onder druk staat om met lord Burford in de echt te treden. Om haar af te persen heeft de verdorven edelman het zelfs bestaan om een vals naaktportret van Dora te laten schilderen.

## Rolverdeling
| Acteur               | Personage           |
| -------------------- | ------------------- |
| Winter Hall          | Lord Altcar         |
| Frank Brownlee       | Michael Wain        |
| Alice Terry          | Dora Woodberry      |
| Francelia Billington | Lady Winifred       |
| Joseph Kilgour       | Lord Burford        |
| Brinsley Shaw        | Maurice Felden      |
| Thomas Jefferson     | Henry Dyson         |
| Norman Kennedy       | John Gillespie      |
| Edward Connelly      | Broeder Christopher |
| Bull Montana         | Jake                |
| Howard Crampton      | Butler              |